# دیلن دلینی
دیلن دلینی (انگلیسی: Dylan Deligny؛ زادهٔ ۶ اوت ۱۹۹۳) بازیکن فوتبال اهل فرانسه است.
از باشگاه‌هایی که در آن بازی کرده‌است می‌توان به باشگاه فوتبال اف۹۱ دودلانژ، باشگاه فوتبال لانس، و باشگاه فوتبال کلرمون فوت اشاره کرد.
وی همچنین در تیم‌های ملی فوتبال زیر ۱۷ سال فرانسه و زیر ۱۸ سال فرانسه بازی کرده‌است.